# August 2005
Acest articol este generat integral pe baza informațiilor din articolul 2005 și este actualizat periodic de un robot.
 Editările făcute în articol vor fi șterse la următoarea actualizare! Dacă doriți să faceți modificări, editați articolul-sursă.

ianuarie -
februarie -
martie -
aprilie -
mai -
iunie -
iulie -
august -
septembrie -
octombrie -
noiembrie -
decembrie
August 2005 a fost a opta lună a anului și a început într-o zi de luni.

## Evenimente

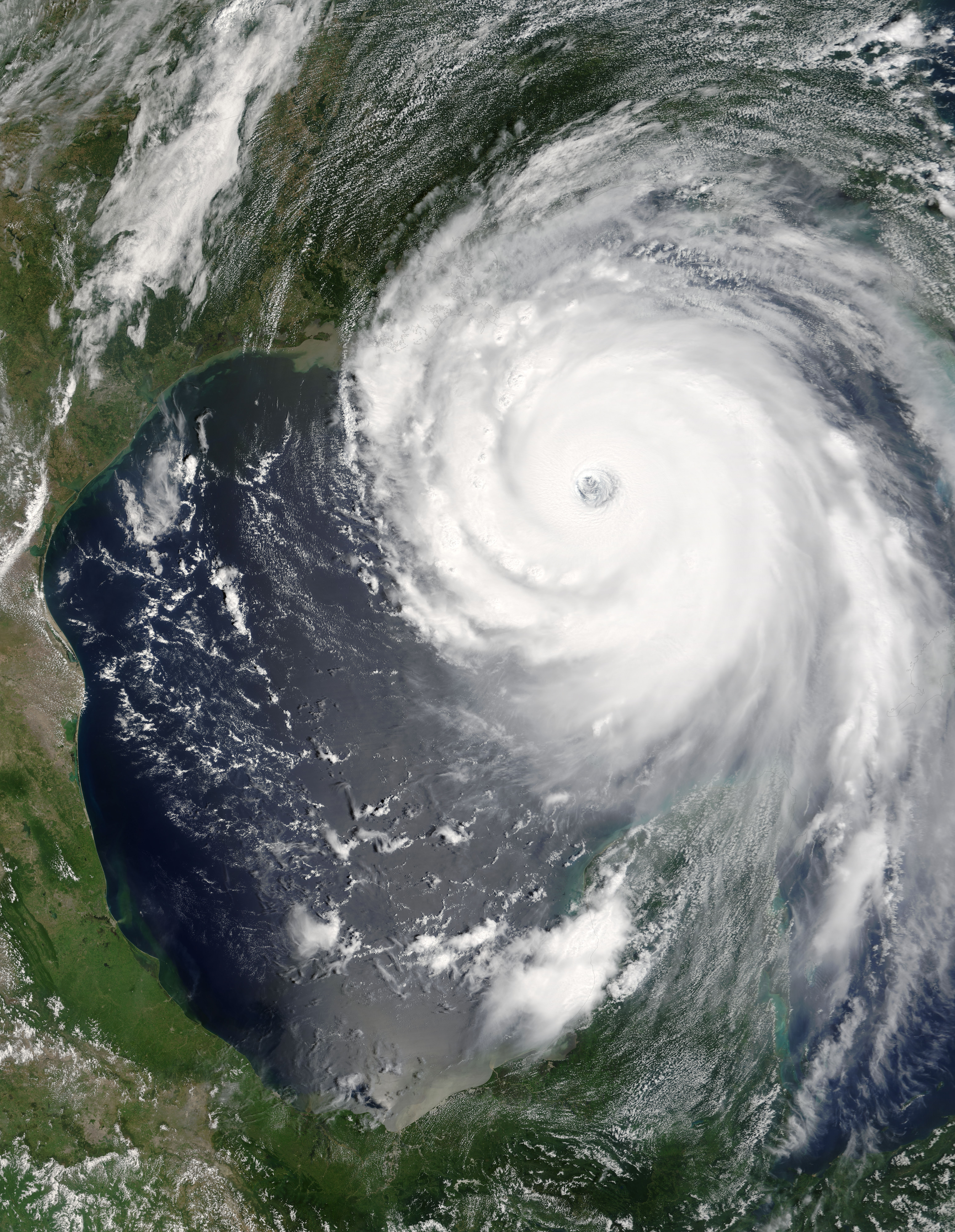
30 august: Uraganul Katrina a devastat sudul Statelor Unite.

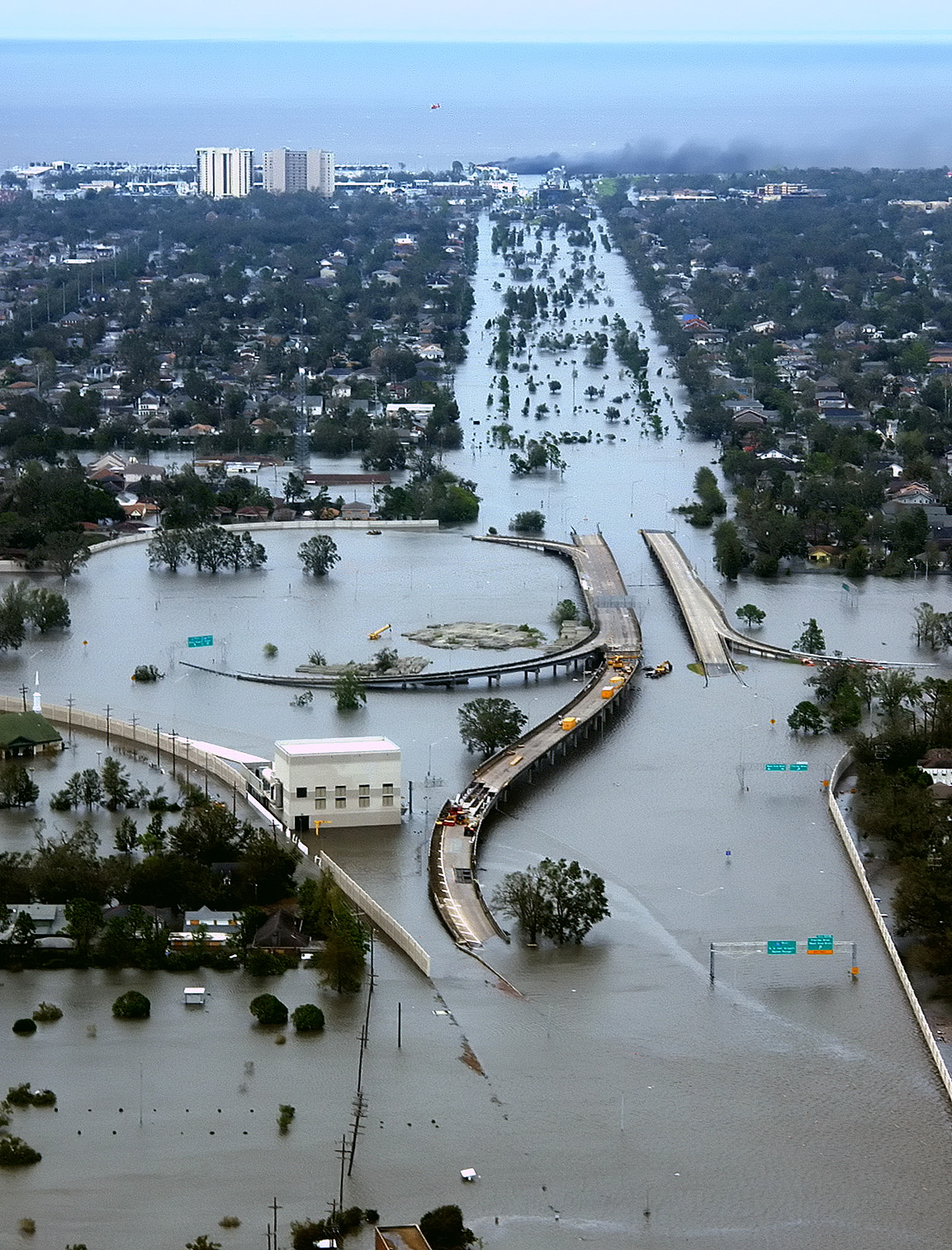
New Orleans inundat

- 12 august: Mars Reconnaissance Orbiter este lansat din Cape Canaveral, proiectat pentru a explora planeta Marte.
- 16 august: Un avion West Caribbean Airways (Flight 708) se prăbușește pe un munte din Venezuela, omorând 160 de persoane.
- 30 august: Uraganul Katrina a devastat sudul Statelor Unite.

## Decese
- 1 august: Fahd (n. Fahd bin Abdulaziz Al Saud), 84 ani, rege al Arabiei Saudite (1982-2005), (n. 1921)
- 1 august: Robert Ficheux, 106 ani, istoric francez (n. 1898)
- 3 august: Gilles Néret, 72 ani, istoric de artă, editor de artă, jurnalist și scriitor francez (n. 1933)
- 5 august: Sanda Stolojan, 86 ani, poetă și eseistă română (n. 1919)
- 6 august: Vizma Belševica, 74 ani, poetă, scriitoare și traducătoare letonă (n. 1931)
- 6 august: Simona Cassian, 73 ani, cântăreață română de muzică ușoară (n. 1932)
- 6 august: Nicolae Dumitru, 76 ani, fotbalist (atacant) și antrenor român (n. 1928)
- 8 august: Barbara Bel Geddes, 82 ani, actriță americană (Dallas), premiată cu Globul de Aur (1981), (n. 1922)
- 9 august: Gheorghe Coman, 79 ani, sculptor român  (n. 1925)
- 9 august: Matthew McGrory, 32 ani, actor american (n. 1973)
- 12 august: Ion Șcurea (n. Ion Sandri Șcurea), 69 ani, actor din R. Moldova (n. 1935)
- 13 august: Lakshman Kadirgamar, 73 ani, politician din Sri Lanka (n. 1932)
- 16 august: Frère Roger (n. Roger Schutz), 90 ani, călugăr elvețian (n. 1915)
- 21 august: Robert Moog (n. Robert Arthur Moog), 71 ani, inventator american (sintetizator electronic), (n. 1934)
- 21 august: Dalia Ravikovich, 68 ani, poetă israeliană (n. 1936)
- 24 august: Jerzy Plebański, 77 ani,  fizician-teoretician polonez (n. 1928)
- 25 august: Reihan Anghelova, 19 ani, cântăreață bulgară (n. 1986)
- 25 august: Reyhan Angelova, cântăreață bulgară (n. 1986)
- 26 august: Ioan Cott, 70 ani, pictor român (n. 1934)
- 28 august: Hans Clarin (n. Hans-Joachim Schmied), 75 ani, actor german (n. 1929)
- 29 august: Antonie Plămădeală, 78 ani, mitropolit al Ardealului (n. 1926)
- 29 august: Radu Anton Roman, 57 ani, scriitor, realizator român de emisiuni TV (n. 1948)
- 30 august: Jakup Mato (n. Jakup Halil Mato), 70 ani, critic literar albanez (n. 1934)
- 31 august: Joseph Rotblat, 96 ani, fizician britanic (n. 1908)